# Renato Zardini
Renato Zardini (Cortina d'Ampezzo, 7 marzo 1940) è un bobbista italiano, atleta ampezzano attivo negli anni sessanta. Partecipa ai campionati europei juniores di bob a due classificandosi nono.